# Кушнирюк, Орест Васильевич

## Биография
Орест Кушнирюк родился 30 июня 1952 года на Буковине (Черновицкая область) в многодетной семье преподавателей немецкого языка Кушнирюка Василия Юрьевича и домохозяйки Смеричанской Евгении Михайловны. В 1980 году окончил Киевский театральный институт им. Карпенко-Карого актёрский факультет, мастерская народного артиста Украины М. Резниковича. С 1981 года артист Киевского национального академического театра оперетты, параллельно работал в театре «Звёзд» В. Безрука и в театре киноактёра при киностудии О. П. Довженко.

## Семья
Братья:
- 1. Георгий — врач
- 2. Михаил — доктор философии, профессор
- 3. Владимир — доктор технических наук
- 4. Виталий — заслуженный художник Украины

Сестры:
- 1. Прасковья — учительница
- 2. Мария — служащая
- 3. Зинаида — библиотекарь

## Театральные работы
В театре Оперетты сыграл:
- «Летучая мышь» — лесничий
- «Сильва» — старший Ронс
- «Вольный ветер» — мэр
- «Зойкина квартира» — херувим
- «Кло-кло» — Гаспар
- «Семь гномов» — охотник
- «Карнавал сказок» — пёс
- «Бременские музыканты» — начальник охраны
- «Остров сокровищ» — Дик
- «Алладин» — визир
- «Кошкин дом» — бобёр
- «Красная шапочка» — кузнечик
- «Бал у Савой» — начальник полиции
- «Майская ночь» — Десятский
- «В джазе только девушки» — таксист
- «Звуки музыки» — адмирал Шрейбер

В театре «Звёзд» сыграл:
- «Тили-бом» — бобёр

В театре киноактёра сыграл:
- «Кот в сапогах» — шут
- «Как Вера, Надежда и Любовь город спасли» — коршун

## Фильмография
- 1980 — «Выдавали Катрю» — дудар
- 1982 — «Сероманец» — корреспондент районной газеты
- 1985 — «По модному» — артист
- 1995 — «Казнённые рассветы» — Фтанас
- 1998—1999 — «Чёрная рада» — сотник Иван Юзко
- 2000 — «Госпожа Удача» — майор Бубенцов
- 2003 — «Золото» — начальник Центробанка
- 2003 — «Небо в горошек» — старший пожарник
- 2003 — «Завтра будет завтра» — гробовщик
- 2003 — «Пепел феникса» — старшина милиции Яровой
- 2005 — «Исцеление любовью» — врач реаниматор
- 2006 — «Махно» — надсмотрщик Николай
- 2006 — «Волчица» — майор милиции Палыч
- 2006 — «Багровый цвет снегопада» — Николай конвоир
- 2007 — «Сон в рождественскую ночь или хуторские страсти» — Чуб
- 2007 — «Сёстры по крови» — старший следователь Василич
- 2007 — «Возвращение Мухтара — 1» — старшина милиции
- 2008 — «Возвращение Мухтара — 2» — участковый милиции Петрович
- 2008 — «Притяжение» — Иван Степанович — начальник
- 2008 — «Запорожец за Дунаем» — евнух
- 2008 — «Родные люди» — Лёня
- 2005—2009 — «Скрытая камера» — 13 главных ролей
- 2010 — «Ефросиния» — артист
- 2010 — «По закону» — М.Алексюк
- 2010 — «Маршрут милосердия» — шофёр Сергей
- 2010 — «Звёздная стража» — Орест
- 2011 — «Ярость» — начальник строительства
- 2011 — «Такси» — сантехник Васильевич
- 2012 — «Возвращение Мухтара — 4» — участковый Петрович
- 2012 — «Ефросиния» — лейтенант милиции — дежурный вокзала
- 2013 — «Нюхач» — Шиляев
- 2013 — «Бедная Liz» — Василий
- 2014 — «Узнай меня, если сможешь» — торговец
- 2014 — «Клатч» — Ворчун
- 2014 — «Сашка» — начальник районного отдела милиции
- 2014 — «Инструктор» — Давид Моисеевич — начальник автошколы
- 2014 Гетман — польский посол
- 2015 — «Страна У» — председатель сельсовета
- 2015 Однажды под Полтавой — председатель сельсовета
- 2015 — «Владимирская 15» — активист
- 2015 — «Слуга народа» — начальник района
- 2015 — «Отдел 44» — эксперт Данилов

## Источник информации
- Каталог «Буковина Імена славних сучасників издательство» издательство «Світ успіху» Киев 2004, стр 163